# آلتسینگ
آلتسینگ (به فرانسوی: Alzing) یک کمون در فرانسه است که در Canton of Bouzonville واقع شده‌است.

## خصوصیات
آلتسینگ ۴٫۵۴ کیلومترمربع مساحت و ۴۵۹ نفر جمعیت دارد و ۳۰۰ متر بالاتر از سطح دریا واقع شده‌است.